# Zgorzel kory jabłoni

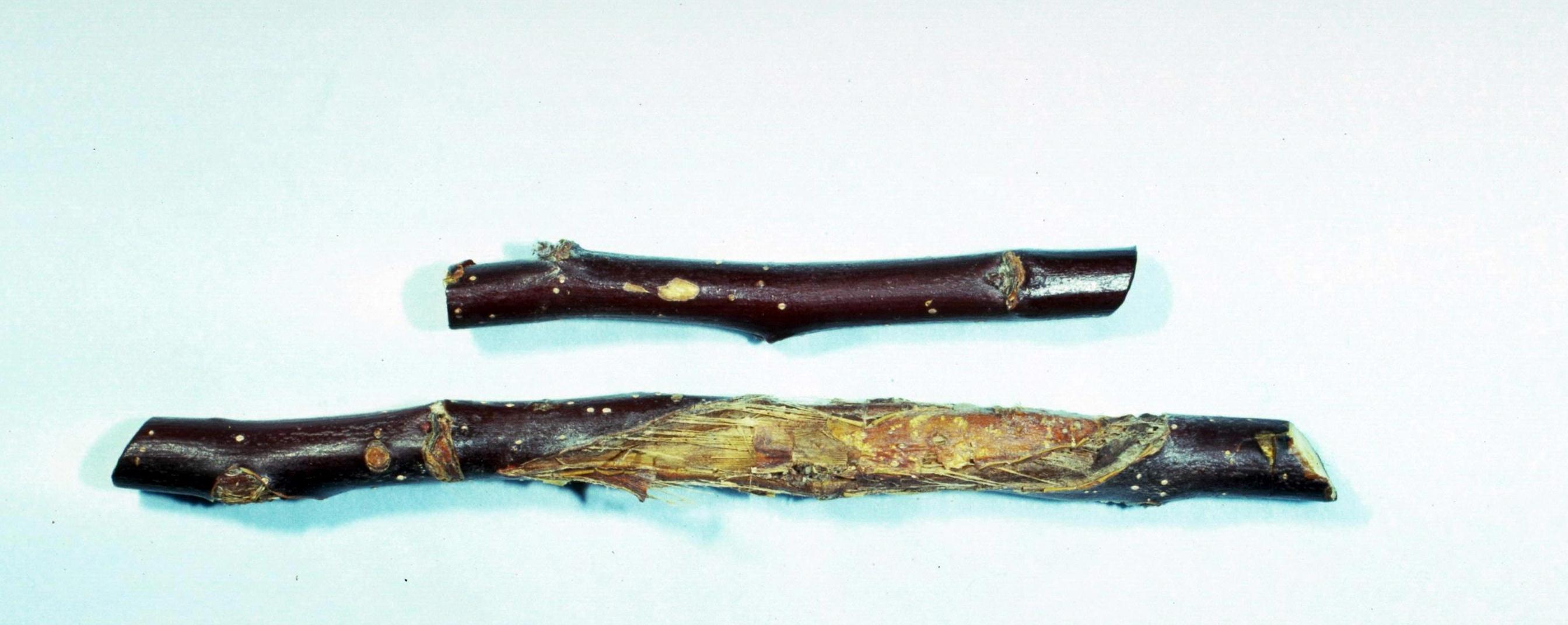
Pędy jabłoni z objawami zgorzeli kory

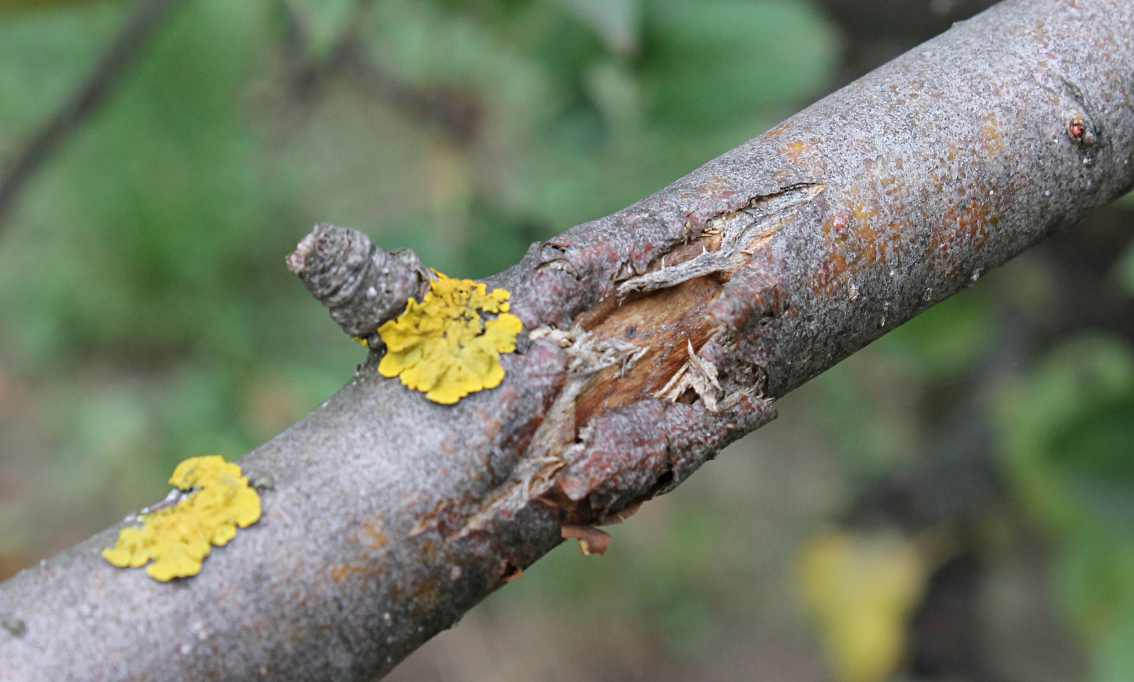
Pierwsze objawy zgorzeli po gradobiciu

Zgorzel kory jabłoni – choroba jabłoni wywołana przez dwa gatunki grzybów: Neofabraea malicorticis i Neofabraea vagabunda. Te same gatunki wywołują także gorzką zgniliznę jabłek. Obydwie te choroby w opracowaniu „Polskie nazwy chorób roślin” są potraktowane jako jedna – zgorzel kory jabłoni i gorzka zgnilizna jabłek.

## Występowanie i szkodliwość
Zgorzel kory jabłoni występuje niemal na całym świecie. W Polsce jest najczęściej występującą chorobą kory w sadach. Szczególnie groźna jest w szkółkach drzew owocowych, zaatakowane sadzonki nie nadają się bowiem do sadzenia i należy je zniszczyć. Duże szkody wyrządza także w pierwszych latach po założeniu plantacji, gdyż młode drzewka zaatakowane przez patogeny wywołujące tę chorobę zamierają wkrótce po posadzeniu. Dla dużych jabłoni choroba nie jest już śmiertelnym zagrożeniem, ale patogeny z zainfekowanych gałęzi zarażają owoce i inne pędy.

## Objawy
Choroba atakuje zarówno jednoroczne czy dwuletnie pędy, jak i starsze gałęzie oraz krótkopędy. Infekcja odbywa się przez rany powstałe na przykład podczas przycinania drzew, lub po gradobiciu. Wokół ran na młodych pędach pojawiają się eliptyczne i nieco zagłębione brunatne plamy zgorzelinowe, stopniowo rozrastające się. Kora pod nimi brunatnieje, zapada się, następnie łuszczy i obumiera, a po jakimś czasie cały pęd obumiera. Krótkopędy zamierają. Na starszych gałęziach występują podłużne pasy kory z objawami nekrozy. Na obumarłej korze pojawiają się ciemne wypukłości. Są to acerwulusy, w których wytwarzane są zarodniki konidialne.

## Epidemiologia
Główną rolę w rozprzestrzenianiu choroby pełnią bezpłciowo powstające konidia. Zarodniki płciowe (askospory) powstają bardzo rzadko i praktycznie nie odgrywają żadnej roli w infekowaniu jabłoni. Uważa się, że z dwóch patogenów wywołujących tę chorobę przy zgorzeli kory większą rolę odgrywa  Neofabraea malicorticis. Tworzy on acerwulusy w rejonie plam zgorzelinowych. Podczas wilgotnej, deszczowej pogody znajdująca się w nich higroskopijna substancja pęcznieje i wraz z zarodnikami wylewa się na zewnątrz.  Neofabraea vagabunda tworzy konidiomy w postaci kupuli. Zarodniki wydobywają się z nich w podobny sposób.
Obydwa gatunki patogenów zimują na obumarłych krótkopędach, obumarłej korze i na obumarłych jabłkach. W znajdujących się tam acerwulusach i kupulach wytwarzane są konidia, które dalej infekują drzewa. Infekcja taka zachodzi przez cały rok, jeśli tylko sprzyja temu pogoda. Najwięcej infekcji pędów następuje jednak późnym latem i jesienią.

## Ochrona
Można zapobiegać chorobie przez następujące działania:
- wycinanie pędów na których pojawiły się oznaki choroby. Przy niewielkich zgorzelach na grubszych gałęziach można usunąć tylko zgorzelową korę, oczyścić pęd i ranę zasmarować maścią sadowniczą z dodatkiem fungicydu benzimidazolowego
- młode drzewka po posadzeniu, a starsze po cięciu, gradobiciu i zbiorze owoców profilaktycznie opryskiwać fungicydami benzimidazolowymi[4][1].